# Напівважка вага в боксі
Напівважка вага (англ. light heavyweight) — вагова категорія у боксі. Виступають боксери до 79,38 кг (175 фунтів).

## Чемпіони
Чоловіки
| Організація | Дата здобуття  | Чемпіон         | Рекорд       | Захисти |
| ----------- | -------------- | --------------- | ------------ | ------- |
| WBA         | 22 лютого 2025 | Дмитро Бівол    | 24–1 (12 KO) | 0       |
| WBC         | 8 квітня 2025  | Девід Бенавідес | 30–0 (24 KO) | 0       |
| IBF         | 22 лютого 2025 | Дмитро Бівол    | 24–1 (12 KO) | 0       |
| WBO         | 22 лютого 2025 | Дмитро Бівол    | 24–1 (12 KO) | 0       |

Жінки
| Організація            | Дата здобуття  | Чемпіон         | Рекорд         | Захисти |
| ---------------------- | -------------- | --------------- | -------------- | ------- |
| WBA (понад 175 фунтів) | 17 квітня 2021 | Ганна Габріельс | 21-2-1 (12 KO) |         |
| IBF                    | вакантний      |                 |                |         |
| WBO                    | вакантний      |                 |                |         |

## Найдовші чемпіонські терміни
Відмічені:
     Діючі чемпіони
|     | Боксер                | Початок — кінець чемпіонського терміну | Чемпіонство                  | Захисти |
| --- | --------------------- | -------------------------------------- | ---------------------------- | ------- |
| 1.  | Арчі Мур              | 17 грудня 1952 — 12 травня 1962        | NYSAC, NBA                   | 9       |
| 2.  | Даріуш Міхальчевський | 10 вересня 1994 — 18 жовтня 2003       | WBO, WBA, IBF                | 23      |
| 3.  | Артур Бетербієв       | 11 листопада 2017 — 22 лютого 2025     | IBF, WBC, WBO, WBA           | 9       |
| 4.  | Гус Лесневич          | 22 травня 1941 — 26 липня 1948         | NYSAC, NBA                   | 5       |
| 5.  | Дмитро Бівол          | 18 вересня 2017 — 12 жовтня 2024       | WBA                          | 12      |
| 6.  | Боб Фостер            | 24 травня 1968 — 9 серпня 1974         | WBC, WBA                     | 14      |
| 7.  | Жолт Ердеї            | 17 січня 2004 — 13 листопада 2009      | WBO                          | 11      |
| 8.  | Адоніс Стівенсон      | 8 червня 2013 — 1 грудня 2018          | WBC                          | 9       |
| 9.  | Чарльз Вільямс        | 29 жовтня 1987 — 20 березня 1993       | IBF                          | 8       |
| 10. | Рой Джонс             | червень 1998 — 4 квітня 2003           | WBC, WBA, IBF, IBO, WBF, IBA | 11      |

## Олімпійські чемпіони
- 1928:  Віктор Аведаньйо
- 1932:  Девід Карстенс
- 1936:  Роже Мішело
- 1948:  Джордж Гантер
- 1952:  Норвел Лі
- 1956:  Джеймс Бойд
- 1960:  Мухаммед Алі
- 1964:  Козімо Пінто
- 1968:  Дан Позняк
- 1972:  Мате Парлов
- 1976:  Леон Спінкс
- 1980:  Слободан Качар
- 1984:  Антон Йосипович
- 1988:  Ендрю Мейнард
- 1992:  Торстен Май
- 1996:  Василь Жиров
- 2000:  Олександр Лебзяк
- 2004:  Андре Ворд
- 2008:  Чжан Сяопін
- 2012:  Єгор Мехонцев
- 2016:  Хуліо Сезар Ла Круз
- 2020:  Арлен Лопес
- 2024:  Олександр Хижняк